# Vol 101 de Yeti Airlines
El vol 101 de Yeti Airlines fou un vol domèstic al Nepal, que es va estavellar durant l'aproximació final a l'aeroport de Tenzing-Hillary a la ciutat de Lukla, a l'est del Nepal, el 8 d'octubre de 2008. L'avió, un De Havilland Canada DHC-6 Twin Otter Sèrie 300 registrat com a 9N-AFE venia de a l'aeroport internacional de Tribhuvan a Katmandú.

## Avió
L'avió implicat en l'accident era un de Havilland Canada DHC-6 Twin Otter operat per Yeti Airlines. El seu vol inaugural va ser l'any 1980 amb Bristow Helicopters. L'avió va entrar en servei al Nepal el 1997, quan Lumbini Airways va adquirir l'avió. El 1998, Yeti Airlines va comprar l'avió. El 2006 ja es va trobar amb un incident menor, quan l'avió va xocar amb una tanca en aterrar a l'aeroport de Bajura. Va estar involucrat en un altre incident, quan l'avió va sortir de la pista de l'aeroport de Surkhet el 2007.

## Tripulació i passatgers
Es va informar que catorze dels morts eren turistes. Dotze dels passatgers del vol eren alemanys i dos australians. L'únic supervivent va ser Surendra Kunwar, el capità de l'avió, que va ser arrossegat alliberat de les restes poc després de l'accident i va ser traslladat a Katmandú per rebre tractament d'emergència.
| Nacionalitat | Fatalitats | Fatalitats | Supervivents | Supervivents | Total |
| Nacionalitat | Passatgers | Tripulació | Passatgers   | Tripulació   | Total |
| ------------ | ---------- | ---------- | ------------ | ------------ | ----- |
| Nepal        | 1          | 2          | –            | 1            | 4     |
| Alemanya     | 12         | –          | 0            | –            | 12    |
| Austràlia    | 2          | –          | 0            | –            | 2     |

El pilot, sent l'únic supervivent, va patir problemes psicològics després i va ser ingressat en un hospital psiquiàtric.

## Accident
L'aeroport és el principal accés a la regió de l'Everest al Nepal, i és un aterratge notòriament difícil, amb només 1,500 peus (460 m) de pista amb un pendent pronunciat de només 65 peus (20 m) sense un camí d'aproximació ample i costerut.
A causa de les males condicions meteorològiques i la forta boira, el pilot va perdre el contacte visual, però va intentar una aproximació visual, ja que no hi ha sistemes d'aterratge per instrument instal·lats a Lukla. L'avió va entrar massa baix i massa a l'esquerra, cosa que va fer que l'avió s'estavellava a poca distància de la pista, ja que el tren d'aterratge es va quedar atrapat en una tanca perimetral als terrenys de l'aeroport.

## Investigació
Es va constituir una comissió per investigar l'accident, l'informe final es va publicar dos mesos després. Tanmateix, l'informe només va cridar l'atenció més àmplia quan The Aviation Herald en va recuperar una còpia el 2017. L'informe va culpar de l'accident a la mala interpretació de la tripulació de vol de la rapidesa amb què es deterioraria el temps i a la seva expectativa d'un pegat de núvols a l'aproximació final, que s'havia informat en vols anteriors que aterraven a Lukla. Els factors que van col·laborar van incloure l'Autoritat d'Aviació Civil del Nepal i Yeti Airlines amb una mala supervisió dels pilots que es desvien dels procediments operatius estàndard, el fracàs del personal del Servei d'Informació de Vol automàtic per tancar l'aeroport com a resultat d'una gran càrrega de treball i estrès, i Yeti Airlines va tan lluny com a prioritzar l'economia per sobre de la seguretat, donant lloc a una formació inadequada de la tripulació.

## Conseqüències

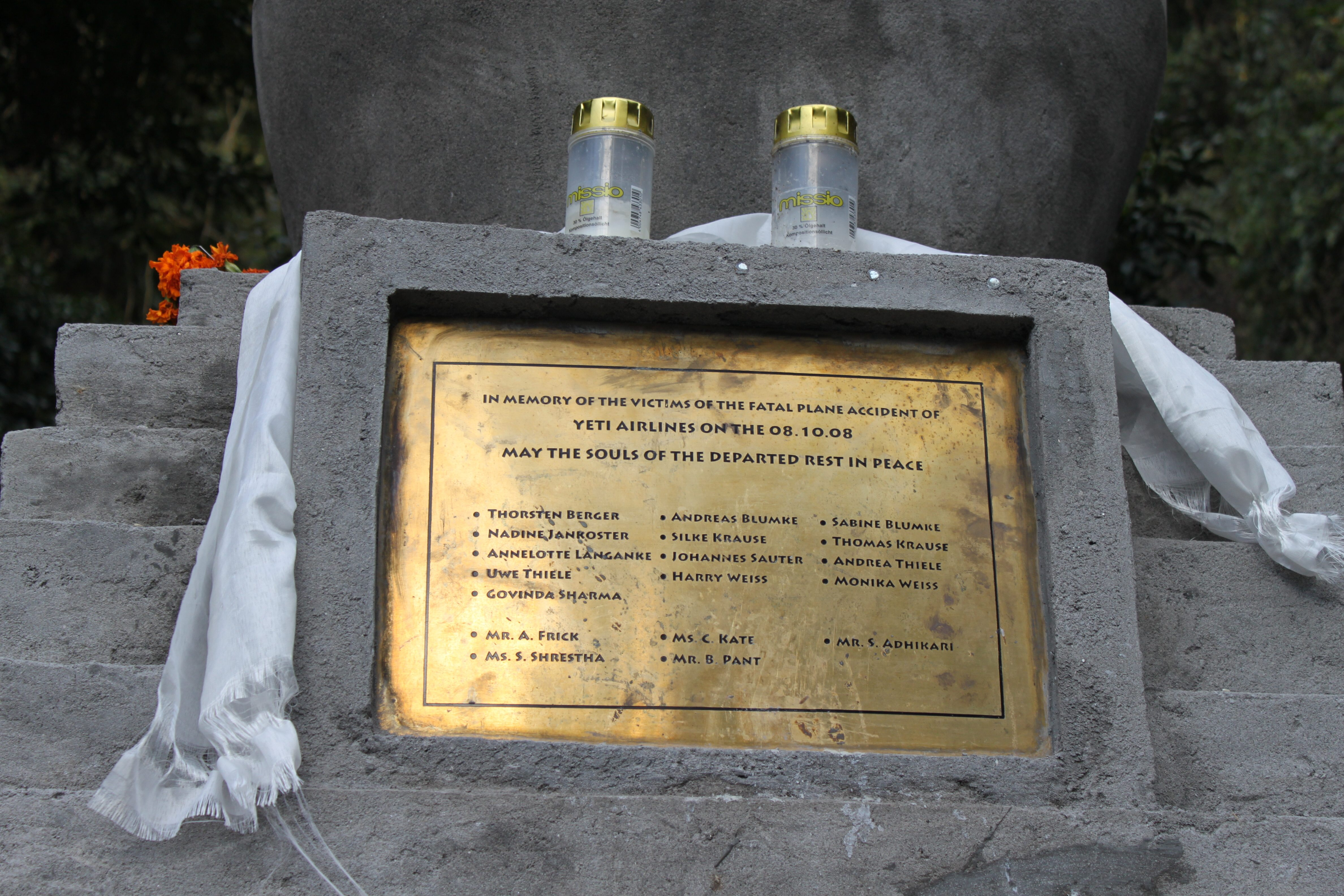
Memorial del vol 101 de Yeti Airlines

Es van millorar les normes de seguretat de L'aeroport i es van restringir els aterratges amb mal temps. Es va posar una placa a prop del lloc de l'accident i la gent local celebra la memòria de les víctimes cada any el 8 d'octubre.